# 釣り太郎
釣り太郎（つりたろう）は日本の釣りプロ、ラジオパーソナリティ、フイッシングライター、タレントである。NTドリーム企画所属。身長175cm。体重82kg。血液型B型。いて座生まれ。1958年北海道稚内市出身。

## 人物
性格は喜怒哀楽が激しい。心が落ち込んでも立ち直りが早い。頑張って前に進もうとしている人へ手を差し伸べることも多くみられる。釣りの初心者に優しく指導することも多い。ラジオや音楽関連ではインディーズ系のアーティストの相談に乗ってあげることも多々で、多くのアーティストから「北海道の父ちゃん」と親しまれている。

## 来歴
北海道稚内市で生まれる。『週刊釣り新聞ほっかいどう』の地方取材班として活動しているのを見ていた、稚内市内の釣り具店店主から釣り具メーカーハヤブサの専属フィールドスタッフに推薦されたことがきっかけでプロ釣り師となった。同じ釣具メーカーハヤブサのフィールドスタッフで、STVテレビ『釣～りんぐほっかいどう』に出演していた故・捧俊夫名人とも親交が深く、番組で放送された稚内港のクロガシラ釣り、コマイ釣りのほか稚内海岸でのカラフトマス釣り場などでは釣りガイドとしても活躍した。ラジオ出演は稚内市のFMわっぴー（FMわっかない）の開局当時から、各番組内で釣り情報を流して地元の釣り人に喜ばれていた。その後同ラジオ局のボランティアスタッフとなったのをきっかけに『パワフルラジオ』を担当し、音楽と釣り情報を兼ね合わせた番組構成でリスナーから人気を得ている。インディーズアーティストの和沙with（なぎさうぃず）とは彼女のデビュー前から親交があり、『父ちゃん』と呼ばれる存在。
2014年5月和沙withのマネジメント、プロモーションを引き受け、和沙withと釣り太郎本人所属の『NTドリーム企画』を立ち上げた。NTのNは和沙withの頭文字で、Tは釣り太郎、父ちゃんの頭文字である。『夢を叶えるために進む』という意味でドリーム（Dream）を付け加えた社名となっている。

## ラジオ
- 北海道稚内 エフエムわっかない（FMわっぴ～）『釣り太郎のパワフルラジオ』（2009年～）
- FMわっぴー『学びふるさと再発見【海釣り編】』（2013年）
- FMわっぴー『学びふるさと再発見【川釣り編】』（2013年）
- FMやまと 『うぃずてぃーのHotにmusiccheck!』（2011年）
- 長崎市民FM『チキータのなんでやねん』（2011年）
- FMチャッピー『うぃずてぃーのめちゃイケラジオ』（2013年）